# Mike Porcaro
Michael Joseph »Mike« Porcaro, ameriški bas kitarist in studijski glasbenik, * 29. maj 1955, South Windsor, Connecticut, Združene države Amerike, † 15. marec 2015, Los Angeles. 
Mike Porcaro je bil ameriški bas kitarist, najbolj znan pa je bil po svojem delu s skupino Toto. Leta 2007 je zaradi odkritja bolezni ALS prenehal hoditi na turneje.
Bil je srednji brat Jeffa in Steva Porcara, ki sta prav tako bila člana skupine Toto. Njihov oče je ameriški jazzovski tolkalist Joe Porcaro.

## Kariera
Porcaro je bil studijski glasbenik, preden je leta 1982, kmalu po izdaji albuma Toto IV, pri skupini Toto zamenjal originalnega bas kitarista Davida Hungatea. Porcaro je pri skladbi »Good For You« igral čelo , po odhodu Hungatea, se je pojavil tudi v videospotih albuma Toto IV, prav tako pa je s skupino nastopil na svetovni promocijski turneji. Član skupine je ostal do leta 2007.
Poleg delovanja v skupini Toto, je Porcaro kot studijski glasbenik sodeloval na številnih snemanjih v Los Angelesu. Sodeloval je na turnejah z Michaelom Franksom, Seals and Crofts, Larryjem Carltonom in Bozom Scaggsom. Bas kitarist skupine In Flames, Peter Iwers je dejal, da je Porcaro vplival na njegov način igranja.

## Bolezen
Porcaro je leta 2007 prenehal nastopati s skupino Toto zaradi odrevenelosti prstov, zaradi katere je težko igral. Zamenjal ga je Leland Sklar, ki je s skupino nastopal do prenehanja delovanja leta 2008. 26. februarja 2010 je v javnost prišla novica, da Porcaro boleha za amioforično lateralno sklerozo. Skupina Toto se je ponovno formirala in odšla na evropsko turnejo v podporo Miku Porcaru. Namesto Porcara je tokrat s skupino igral bas kitarist Nathan East.

## Smrt
Septembra 2012, je revija Classic Rock magazine poročala, da je Porcarovo stanje stabilno, kljub temu pa je bil Porcaro, zaradi napredovanja bolezni,  na invalidskem vozičku.
15. marca 2015 je Porcaro v spanju umrl na svojem domu v Los Angelesu. Star je bil 59 let.

## Oprema
Porcaro je oboževal bas kitare znamk Peavey, Status Graphite basses, Fbass, Sugi in Music Man. Uporabljal bas kitare znamk Ibanez, Alembic in Oasis.